# Pierre Bondon
Pierre Bondon est un sculpteur et architecte français du XVIIIe siècle, né et mort à Avignon (28 octobre 1716 - 14 décembre 1781), et qui a exercé essentiellement dans cette ville et dans le Comtat Venaissin.

## Biographie
Comme sculpteur, Pierre Bondon est surtout connu pour avoir travaillé à la façade de la chapelle des Pénitents Noirs en 1739, à l'hôtel de Villeneuve-Martignan (actuel Musée Calvet) en 1744-1745, et aux boucheries de la rue du Vieux-Sextier en 1749-1753, ces trois chantiers avignonnais étant sous la direction de Jean-Baptiste Franque.
Comme architecte, il succède en 1756 à Pierre Thibault dans la charge d'architecte de la Révérende Chambre Apostolique, ce qui lui vaudra de nombreuses interventions dans les chantiers placés sous le contrôle de la Vice-Légation. Les archives communales locales permettent de lui attribuer notamment :
- La tour de l'horloge de Vedène (1756).
- L'église neuve de Sérignan (1759-1765).
- L'hôtel de ville de Caderousse (1766).
- La réfection des digues de la Durance à Cavaillon (1767).
- L'église de Richerenches (1765-1772).
- Le réaménagement de l'Hospice des Insensés d'Avignon en 1779[2].

En dehors de ces fonctions officielles, Pierre Bondon construisit à Avignon l'hôtel de Gilles de Ribas en 1757 ; en 1760, il dessina les boiseries des Archives de l'Hôtel-Dieu. On lui doit également nombre de travaux secondaires dans des maisons et hôtels particuliers d'Avignon, dont celui de Gleyze de Crivelli (25 place des Carmes) en 1775.
Comme architecte, il trouva également quelques chantiers d'importance dans le proche Languedoc : en 1765, il réédifia l'aile Nord du château d'Aramon (Gard), et en 1767 éleva l'hôtel de ville et l'église Saint-Étienne d'Uzès, donnant pour ce dernier édifice le dessin d'une curieuse façade curviligne, très proche de celle de Sérignan. Dix ans plus tard, il dressa pour la même communauté les plans et élévations d'une maison diocésaine avec chapelle, dont il ne reste presque rien.
Bondon est encore connu pour la violente polémique qui l'opposa à Franque au début des années 1760, à propos des "palières" (digues) qui protégeaient Avignon des crues du Rhône et de la Durance.
Sa maison se situait rue Bonneterie, au no 33.

## Autre
Il existe une rue Pierre Bondon à Avignon.
D'autres parents de Pierre Bondon furent également artistes, parmi lesquels son jeune frère Laurent Bondon dit Bondon Cadet (1723-1780), sculpteur qui réalisa toute la sculpture de l'église de Sérignan puis, en 1771, les superbes boiseries de la salle du Conseil de l'hôtel de Ville d'Arles, toujours en place.
La dynastie s'éteignit avec son fils Ange-Alexandre Bondon (1753-1840), architecte-ingénieur de la chambre apostolique d'Avignon jusqu'en 1790 puis ingénieur en chef des ponts et chaussées du département du Vaucluse.
À la mort de son père Pierre (1781), Ange-Alexandre Bondon lui succéda dans la charge d'architecte de la Révérende Chambre Apostolique, et mena à ce titre l'année suivante une très importante campagne de restaurations de l'église de Châteauneuf du Pape. En 1784-1785, il éleva à Avignon l'hôtel de Suarez d'Aulan (rue Joseph Vernet, englobé dans les bâtiments du collège Vernet) et s'intéressa aux premières expériences d'aérostation du Marquis de Brantes.
On lui doit un plan des prisons du Palais des Papes dressé le 16 avril 1784, qui constitue un document topographique de première main sur les lieux qui allaient devenir tristement célèbres quelques années plus tard, lors du Massacre de la Glacière.
Sous la Révolution, Ange-Alexandre Bondon réussit à faire convertir son titre en celui d'architecte du District, ensuite du Département. Sous l'Empire, il présida à la reconstruction du pont de Bonpas, puis de 1823 à 1825, il construisit avec Frary sur la place de l'Horloge le nouveau théâtre d'Avignon, qui sera rebâti en 1846 après un incendie accidentel.